# 形代
形代（かたしろ）とは、神霊が依り憑く（よりつく）依り代の一種。人間の霊を宿す場合は人形を用いるなど、神霊が依り憑き易いように形を整えた物を指す。身代わり信仰により、人間の身代わりとされた。3月の上巳の節句に、この形代で体の調子の悪いところを撫でて（このようなものを撫物という）穢れを遷した後に川や海に流し、子供の成育を祈ることがあった。

## 歴史

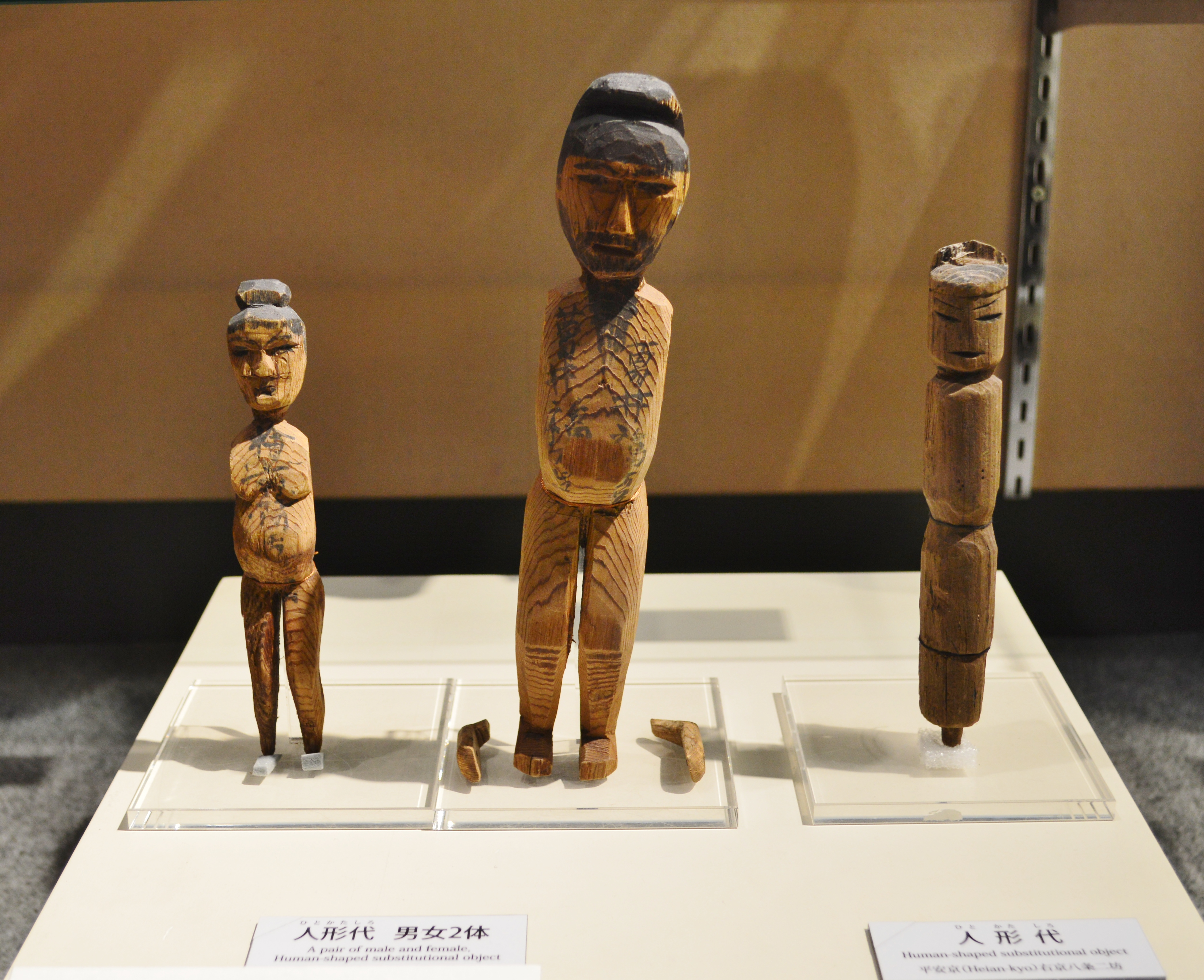
平安京出土 人形代
京都市考古資料館展示。

形代は古代から存在したとされ、縄文時代の土偶、弥生時代の人面土器、古墳時代の人物埴輪などにも確認された。水に流すものであることから、草木などが素材として使用された。日本では古代から現在に至るまで、『古事記』や『延喜式』などにも記されている「大祓」という行事が全国の神社で開かれている。この行事において、神社から配られた人形代に息を吹きかけ、また体の調子の悪いところを撫でて穢れを遷した後に川や海に流す、ということが行われている。この「流す」行為は、後に願掛と結びつき、同時期に行われる七夕祭と結びついて短冊を流すことがある。一部に人形代や短冊、笹竹を焚き上げるということが行われるが、これはどんと焼きや密教に由来する行事であり神仏習合で混用されたと考えられる。

## 名残
現在の「流し雛」や「七夕雛」などは、形代の名残だとされる。